# Äthiopismus
Äthiopismus (auch Äthiopianismus) oder Äthiopische Bewegung ist ein Oberbegriff für christliche afrikanische Gemeinschaften, die sich Ende des 19. und Anfang des 20. Jahrhunderts von Südafrika ausgehend in Afrika und darüber hinaus verbreiteten.

## Merkmale
Kennzeichnend war die Trennung von den europäischen bzw. nordamerikanischen Missionskirchen und die eigenständige Kirchenorganisation. Im 20. Jahrhundert kam es unter dem Einfluss der Pfingstbewegung zu einer weiteren Ausdifferenzierung, so dass heute zwischen Kirchen des äthiopistischen und des zionistischen Typs unterschieden wird; erstere ähneln in Organisation, Liturgie und Lehre den Missionskirchen, von denen sie sich getrennt haben; letztere haben Elemente der traditionellen afrikanischen Religionen aufgenommen und betonen charismatische Erfahrungen (Heilungen, Prophezeiungen, Visionen).

## Geschichte

### Ethiopian Church
Mangena Maake Mokone gründete am 1. November 1892 in Pretoria die Ethiopian Church. Der Name ist von der King-James-Bibel her zu verstehen, die Kusch im Alten Testament mit Ethiopia übersetzt. Ausgehend von Bibelstellen wie Ps 68,32  und Apg 8,26–28  verband sich mit „Äthiopien“ die Erwartung einer endzeitlichen Evangelisation, die ganz Afrika erfassen würde. Mokone bezog sich auf die Bibel, um ein afrikanisches Christentum zu begründen. Etwas älter waren andere Kirchen, die sich von den Missionskirchen getrennt hatten: die Lutherische Ba-Pedi-Kirche und die Thembu-Kirche. Sie gingen später teilweise in der Ethiopian Church auf. Die Regierung von Transvaal erkannte die Ethiopian Church im Januar 1893 an. Mokone ordinierte weitere Pfarrer:  J. G. Xaba (1894) und J .Z. Tantzi (1895).

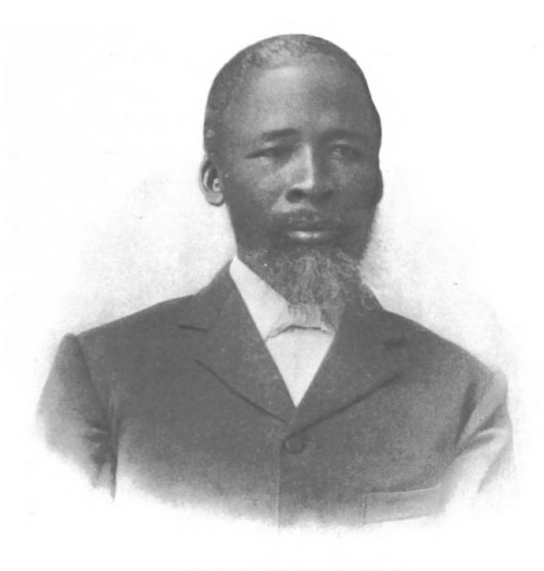
James Mata Dwane (um 1895)

Der Äthiopismus steht historisch und theologisch den afroamerikanischen Kirchen in den Vereinigten Staaten und der Karibik nahe. Ein wichtiger Schritt war die Vereinigung der Ethiopian Church mit der bereits 1796 von Richard Allen in Pennsylvania gegründeten African Methodist Episcopal Church. Bereits 1895 schrieb Mokone an den Bischof der African Methodist Episcopal Church; die Kontakte vertieften sich und führten seitens der Ethiopian Church zum Wunsch nach einer Kirchenunion. Nach der Kirchenkonferenz der Ethiopian Church 1896 besuchte James Mata Dwane als Delegierter der Ethiopian Church die Vereinigten Staaten. 1898 wurde die Ethiopian Church zum 14. Kirchendistrikt der African Methodist Episcopal Church. Die Union gab südafrikanischen Geistlichen die Möglichkeit, in den Vereinigten Staaten zu studieren. In dieser frühen Phase entstand aus dem Austausch zwischen Ethiopian Church und afroamerikanischer Tradition die charakteristische Theologie des Äthiopismus: Die europäisch-afrikanischen Missionskirchen stützen den Kolonialismus und den Rassismus. Jesus Christus ist demgegenüber der schwarze Befreier, seine äthiopische Kirche ein Ort der Zuflucht. Die Geschichte der Afroamerikaner wird heilsgeschichtlich als Exil interpretiert.

### Order of Ethiopia
Dwane wurde als General-Superintendent nach Südafrika zurückgesandt, was in der Ethiopian Church einigen Unmut auslöste, weil man dort meinte, dass Mokone diese leitende Position zustehe. Dwane war von der Notwendigkeit des Bischofsamts und der apostolischen Sukzession überzeugt. Mit einem Teil der Ethiopian Church schloss er sich deshalb 1900 der Anglikanischen Kirche an: organisatorisch als „Orden von Äthiopien“ (Umzi Tipoya), einer Körperschaft, die sich der Evangelisierung widmen sollte. Der semi-autonome Orden wuchs stetig; Dwane wurde entgegen seiner Erwartung aber erst 1911 zum Priester und nie zum Bischof geweiht.

### Weitere Ausdifferenzierung
Ab 1904 entstanden in Südafrika Missionsgemeinden der (1886 von dem Glaubensheiler John Alexander Dowie in Chicago gegründeten) Christian Catholic Apostolic Church in Zion. Der Äthiopismus fächerte sich auf: in die strikt religiösen „Zionisten“ und säkulare Organisationen, die angesichts der weißen Hegemoniebestrebungen für die Bürgerrechte von Afrikanern eintraten. So sind viele Persönlichkeiten des Afrikanischen Nationalkongresses vom Äthiopismus beeinflusst.
Wanderarbeiter brachten den Äthiopismus in andere südafrikanische Regionen, wo es zu verschiedenen Weiterentwicklungen kam, vor allem durch Verbindung mit der (aus der Missionsarbeit der Zeugen Jehovas hervorgegangenen) Kitawala-Bewegung. Ausgehend von Malawi, breitete sich die Kitawala-Bewegung nach Sambia, Zaire und in den Süden Tansanias aus; sie verbindet Millenarismus mit einer Ablehnung des Kolonialsystems, was zu Repression durch die Kolonialbehörden führte.
In Westafrika (Sierra Leone, Nigeria) entstand unabhängig von der Ethiopian Church und ihren Weiterentwicklungen eine eigene Strömung des Äthiopismus im Sinne eines religiösen panafrikanischen Nationalismus, wie er von Edward Wilmot Blyden vertreten wurde.
In Südafrika wurden Grundgedanken des Äthiopismus weitertradiert, die in den 1960er Jahren vom Black Consciousness Movement und der Black-Theology-Bewegung aufgegriffen wurden.
Die Anhänger des Äthiopianismus vertreten die Auffassung, dass die biblischen Verheißungen bevorzugt die afrikanische Bevölkerung betreffen und streben die Entwicklung einer spezifisch afrikanischen Spiritualität sowie einer eigenständigen afrikanischen Kirche an, die u. a. in der Äthiopisch-Orthodoxen Tewahedo-Kirche seit 316 existiert. Daneben ist das äthiopische Judentum eine der ältesten jüdischen Richtungen, auch wenn die meisten äthiopischen Juden (Falascha) mittlerweile in Israel leben. Eine äthiopistische Theologie vertreten die Nation of Islam und die Rastafari; Letztere fühlen sich sowohl der Tewahedo-Kirche als auch den Falascha verbunden.